# Selasphorus scintilla
El colibrí centelleante (Selasphorus scintilla), también denominado chispita gorginaranja o colibrí chispita gorginaranja (en Costa Rica), estrella centelleante (en Panamá) o chispita de garganta anaranjada, es una especie de ave apodiforme de la familia Trochilidae —los colibríes— perteneciente al género Selasphorus. Es nativo del centro oriental de América Central.

## Distribución y hábitat
Se distribuye por la vertiente del Pacífico desde la Sierra de Tilarán en Costa Rica, hacia el sur a lo largo de las laderas de la Cordillera Central con vistas al Valle Central, y a lo largo de la Cordillera de Talamanca hasta Panamá; se extiende a la vertiente del Caribe en la zona de Cartago-Paraíso y el valle superior del Reventazón.
Esta especie es considerada localmente común en sus hábitats naturales: los claros, cafetales, huertos, bordes de bosques, jardines rurales. Prospera en zonas perturbadas con mezcla de árboles y zonas abiertas; de crecimiento secundario. En altitudes entre 900 a 2000 m s. n. m., llegando a estar incluso a 2500 metros cuando no está criando.

## Descripción
Es el menor colibrí en su área de distribución, mide apenas unos 6,5 cm de longitud. El macho pesa 2 g y la hembra 2,3 g. Posee un pico negro, corto y recto. El colibrí centelleante macho adulto es de color bronce-verde en el dorso con una cola con franja negra. La garganta es rojiza brillante, separada del área ventral de color pardo por una banda blanca en el cuello. La hembra es similar, pero su cuello es de color crema con pequeñas manchas verdes y sus flancos son más rojizos brillantes. Los pájaros inmaduros se parecen a la hembra pero tienen ribetes rojizos en el dorso.

## Comportamiento
La hembra es totalmente responsable por la construcción del nido e incubación. Pone dos huevos blancos en la diminuta copa del nido hecha con plantas y seda a una altura de uno a cuatro metros. La incubación lleva de 15 a 19 días, y los polluelos tardan otros 20 a 26 días para empezar a volar.
Esta especie se alimenta de néctar, tomado de una variedad de pequeñas flores, inclusive Salvia y especies normalmente polinizadas por insectos. Como otros colibríes también toma pequeños insectos como una fuente esencial de proteína. 
En la temporada de cría el macho se encarama a la vista en zonas abiertas con Salvia y defiende su territorio de alimentación agresivamente con las exhibiciones del salto. La llamada de esta especie algo reservada es un «tsip» líquido.
Esta especie es reemplazada en elevaciones más altas por su pariente, el colibrí del volcán, Selasphorus flammula.

## Sistemática

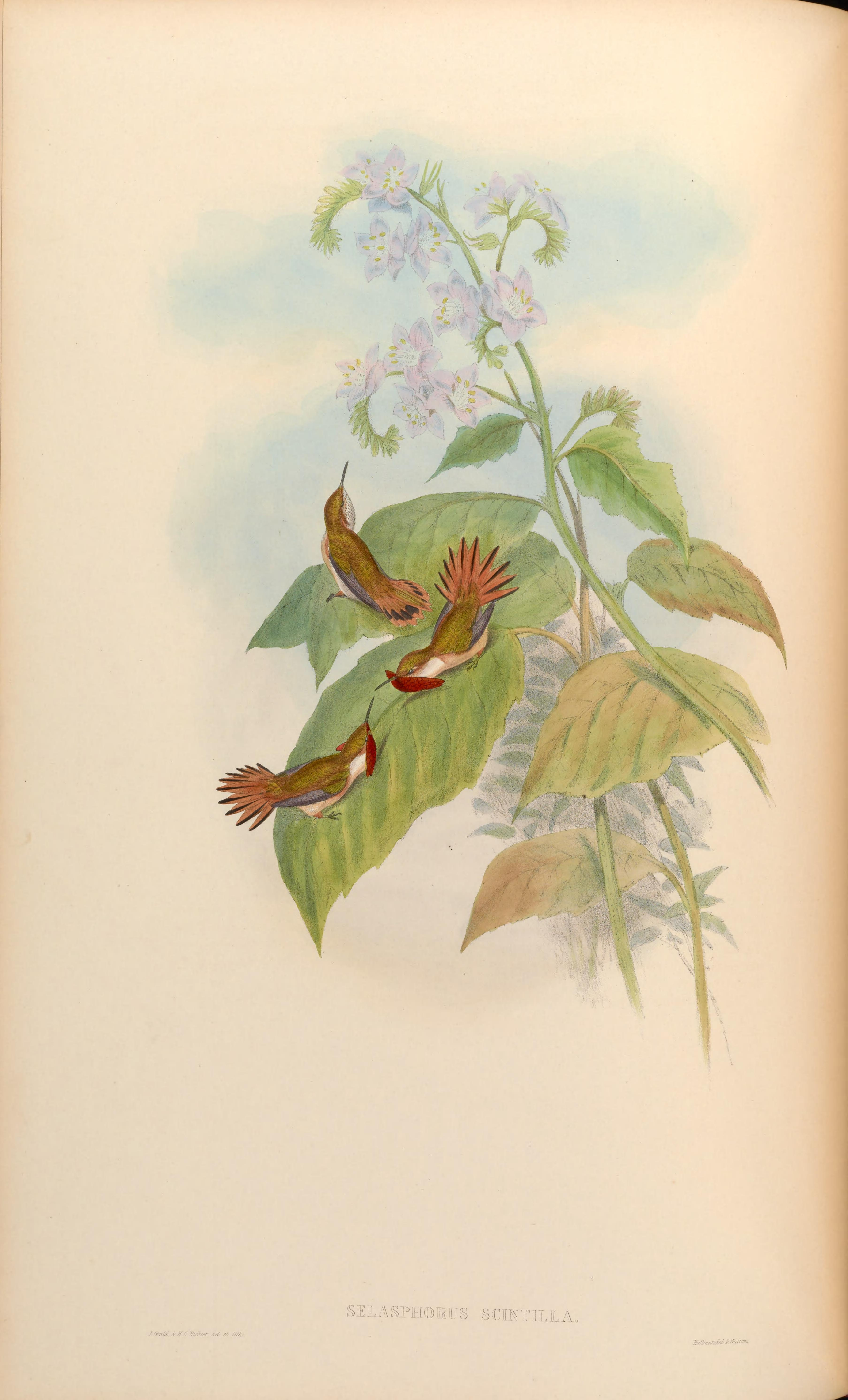
Selasphorus scintilla, ilustración de Gould y Richter en A monograph of the Trochilidae, or family of humming-birds 3, 1861.

### Descripción original
La especie S. scintilla fue descrita por primera vez por el ornitólogo británico John Gould en 1851 bajo el nombre científico Trochilus (Selasphorus) scintilla; su localidad tipo es: «Volcán de Chiriqui, 9000 pies, Panamá.».

### Etimología
El nombre genérico masculino «Selasphorus» se compone de las palabras del griego «selas» que significa ‘luz, llama’, y «phoros» que significa ‘que lleva’; y el nombre de la especie «scintilla», en latín significa ‘chispa’.

### Taxonomía
Es monotípica.